# Interlands Zweeds voetbalelftal 2000-2009
Deze pagina toont een gedetailleerd overzicht van de interlands die het Zweeds voetbalelftal speelt en heeft gespeeld in de periode 2000 – 2009.

## Interlands

### 2000
|                                                               |            |                       |        |                                                                           |
| 26 april Vriendschappelijk № 778 «onderlinge duels» 20:00 uur | Denemarken | 0 – 1                 | Zweden | Parken, Kopenhagen Toeschouwers: 28.491 Scheidsrechter: Alain Hamer (LUX) |
| 26 april Vriendschappelijk № 778 «onderlinge duels» 20:00 uur |            | 37' Jörgen Pettersson |        | Parken, Kopenhagen Toeschouwers: 28.491 Scheidsrechter: Alain Hamer (LUX) |

|                                                       |                |       |                             |                                                                                      |
| 4 februari Vriendschappelijk № 779 «onderlinge duels» | Noorwegen      | 1 – 1 | Zweden                      | La Manga Club Centro, La Manga Toeschouwers: 600 Scheidsrechter: Mikko Vuorela (FIN) |
| 4 februari Vriendschappelijk № 779 «onderlinge duels» | John Carew 83' |       | 87' (pen.) Anders Andersson | La Manga Club Centro, La Manga Toeschouwers: 600 Scheidsrechter: Mikko Vuorela (FIN) |

|                                                        |                                 |       |        |                                                                                   |
| 23 februari Vriendschappelijk № 780 «onderlinge duels» | Italië                          | 1 – 0 | Zweden | Stadio La Favorita, Palermo Toeschouwers: 17.249 Scheidsrechter: Luc Huyghe (BEL) |
| 23 februari Vriendschappelijk № 780 «onderlinge duels» | Alessandro Del Piero 81' (pen.) |       |        | Stadio La Favorita, Palermo Toeschouwers: 17.249 Scheidsrechter: Luc Huyghe (BEL) |

|                                                     |                   |       |                       |                                                                                           |
| 29 maart Vriendschappelijk № 781 «onderlinge duels» | Oostenrijk        | 1 – 1 | Zweden                | Arnold Schwarzenegger Stadion, Graz Toeschouwers: 9.120 Scheidsrechter: Alain Hamer (LUX) |
| 29 maart Vriendschappelijk № 781 «onderlinge duels» | Thomas Flögel 17' |       | 86' Jörgen Pettersson | Arnold Schwarzenegger Stadion, Graz Toeschouwers: 9.120 Scheidsrechter: Alain Hamer (LUX) |

|                                                               |            |                       |        |                                                                           |
| 26 april Vriendschappelijk № 782 «onderlinge duels» 20:00 uur | Denemarken | 0 – 1                 | Zweden | Parken, Kopenhagen Toeschouwers: 28.491 Scheidsrechter: Alain Hamer (LUX) |
| 26 april Vriendschappelijk № 782 «onderlinge duels» 20:00 uur |            | 37' Jörgen Pettersson |        | Parken, Kopenhagen Toeschouwers: 28.491 Scheidsrechter: Alain Hamer (LUX) |

|                                                   |                           |       |                          |                                                                                      |
| 3 juni Vriendschappelijk № 783 «onderlinge duels» | Zweden                    | 1 – 1 | Spanje                   | Ullevi Stadion, Göteborg Toeschouwers: 35.215 Scheidsrechter: Fiorenzo Treossi (ITA) |
| 3 juni Vriendschappelijk № 783 «onderlinge duels» | Roland Nilsson 74' (pen.) |       | 43' (pen.) Pep Guardiola | Ullevi Stadion, Göteborg Toeschouwers: 35.215 Scheidsrechter: Fiorenzo Treossi (ITA) |

| EK voetbal 2000 |
| --------------- |

|                                                         |                                |       |                   |                                                                                         |
| 10 juni EK-eindronde № 784 «onderlinge duels» 20:45 uur | België                         | 2 – 1 | Zweden            | Koning Boudewijnstadion, Brussel Toeschouwers: 50.000 Scheidsrechter: Markus Merk (GER) |
| 10 juni EK-eindronde № 784 «onderlinge duels» 20:45 uur | Bart Goor 43' Émile Mpenza 46' |       | 53' Johan Mjällby | Koning Boudewijnstadion, Brussel Toeschouwers: 50.000 Scheidsrechter: Markus Merk (GER) |

|                                                         |        |       |         |                                                                                |
| 15 juni EK-eindronde № 785 «onderlinge duels» 20:45 uur | Zweden | 0 – 0 | Turkije | Philips Stadion, Eindhoven Toeschouwers: 24.500 Scheidsrechter: Dick Jol (NED) |
| 15 juni EK-eindronde № 785 «onderlinge duels» 20:45 uur |        |       |         | Philips Stadion, Eindhoven Toeschouwers: 24.500 Scheidsrechter: Dick Jol (NED) |

|                                                         |                                              |       |                    |                                                                                          |
| 19 juni EK-eindronde № 786 «onderlinge duels» 20:45 uur | Italië                                       | 2 – 1 | Zweden             | Philips Stadion, Eindhoven Toeschouwers: 25.000 Scheidsrechter: Vitor Melo Pereira (POR) |
| 19 juni EK-eindronde № 786 «onderlinge duels» 20:45 uur | Luigi Di Biagio 39' Alessandro Del Piero 88' |       | 77' Henrik Larsson | Philips Stadion, Eindhoven Toeschouwers: 25.000 Scheidsrechter: Vitor Melo Pereira (POR) |

|  |  |  |  |  |  |  |  |  |

|                                                 |                                                   |       |                   |                                                                                   |
| 16 augustus Nordic Cup № 787 «onderlinge duels» | IJsland                                           | 2 – 1 | Zweden            | Laugardalsvöllur, Reykjavik Toeschouwers: 5.116 Scheidsrechter: Kenny Clark (SCO) |
| 16 augustus Nordic Cup № 787 «onderlinge duels» | Ríkharður Daðason 38' Helgi Sigurðsson 84' (pen.) |       | 23' Johan Mjällby | Laugardalsvöllur, Reykjavik Toeschouwers: 5.116 Scheidsrechter: Kenny Clark (SCO) |

|                                                      |              |                     |        |                                                                                          |
| 2 september WK-kwalificatie № 788 «onderlinge duels» | Azerbeidzjan | 0 – 1               | Zweden | Tofikh Bakhramov Stadion, Bakoe Toeschouwers: 15.000 Scheidsrechter: Roelof Luinge (NED) |
| 2 september WK-kwalificatie № 788 «onderlinge duels» |              | 10' Anders Svensson |        | Tofikh Bakhramov Stadion, Bakoe Toeschouwers: 15.000 Scheidsrechter: Roelof Luinge (NED) |

|                                                    |                    |       |                             |                                                                                  |
| 7 oktober WK-kwalificatie № 789 «onderlinge duels» | Zweden             | 0 – 1 | Turkije                     | Ullevi Stadion, Göteborg Toeschouwers: 42.152 Scheidsrechter: Hellmut Krug (GER) |
| 7 oktober WK-kwalificatie № 789 «onderlinge duels» | Henrik Larsson 69' |       | 90+4' (pen.) Tayfur Havutçu | Ullevi Stadion, Göteborg Toeschouwers: 42.152 Scheidsrechter: Hellmut Krug (GER) |

|                                                     |           |       |        |                                                                                 |
| 11 oktober WK-kwalificatie № 790 «onderlinge duels» | Slowakije | 0 – 0 | Zweden | Tehelné pole, Bratislava Toeschouwers: 11.227 Scheidsrechter: Hugh Dallas (SCO) |
| 11 oktober WK-kwalificatie № 790 «onderlinge duels» |           |       |        | Tehelné pole, Bratislava Toeschouwers: 11.227 Scheidsrechter: Hugh Dallas (SCO) |

### 2001
|                                                        |        |       |         |                                                                         |
| 26 april Nordic Cup № 791 «onderlinge duels» 18:00 uur | Zweden | 0 – 0 | Faeröer | Tipshallen, Växjö Toeschouwers: 2.204 Scheidsrechter: Terje Hauge (NOR) |
| 26 april Nordic Cup № 791 «onderlinge duels» 18:00 uur |        |       |         | Tipshallen, Växjö Toeschouwers: 2.204 Scheidsrechter: Terje Hauge (NOR) |

|                                                       |        |                   |         |                                                                                  |
| 1 februari Vriendschappelijk № 792 «onderlinge duels» | Zweden | 0 – 1             | Finland | Tippshallen, Jönköping Toeschouwers: 2.196 Scheidsrechter: Roy Helge Olsen (NOR) |
| 1 februari Vriendschappelijk № 792 «onderlinge duels» |        | 37' Timo Marjamaa |         | Tippshallen, Jönköping Toeschouwers: 2.196 Scheidsrechter: Roy Helge Olsen (NOR) |

|                                                 |                  |       |                                                                                        |                                                                                               |
| 10 februari King's Cup № 793 «onderlinge duels» | Thailand         | 1 – 4 | Zweden                                                                                 | Suphachalasaistadion, Bangkok Toeschouwers: 20.000 Scheidsrechter: Ahmad Khalidi Supian (MAS) |
| 10 februari King's Cup № 793 «onderlinge duels» | Tawan Sripan 50' |       | 25' (pen.) Stefan Selakovic 39' Anders Svensson 72' Fredrik Berglund 90' Martin Åslund | Suphachalasaistadion, Bangkok Toeschouwers: 20.000 Scheidsrechter: Ahmad Khalidi Supian (MAS) |

|                                                 |                                   |       |                                       |                                                                                        |
| 12 februari King's Cup № 794 «onderlinge duels» | China                             | 2 – 2 | Zweden                                | Suphachalasaistadion, Bangkok Toeschouwers: 1.000 Scheidsrechter: Satop Tongkhan (THA) |
| 12 februari King's Cup № 794 «onderlinge duels» | Zhang Yuning 13' Zhang Yuning 66' |       | 67' Magnus Svensson 78' Martin Åslund | Suphachalasaistadion, Bangkok Toeschouwers: 1.000 Scheidsrechter: Satop Tongkhan (THA) |

|                                                 |       |       |        |                                                                                              |
| 14 februari King's Cup № 795 «onderlinge duels» | Qatar | 0 – 0 | Zweden | Suphachalasaistadion, Bangkok Toeschouwers: 5.000 Scheidsrechter: Ahmad Khalidi Supian (MAS) |
| 14 februari King's Cup № 795 «onderlinge duels» |       |       |        | Suphachalasaistadion, Bangkok Toeschouwers: 5.000 Scheidsrechter: Ahmad Khalidi Supian (MAS) |

|                                                 |       |                                                             |        |                                                                                          |
| 17 februari King's Cup № 796 «onderlinge duels» | China | 0 – 3                                                       | Zweden | Suphachalasaistadion, Bangkok Toeschouwers: 10.000 Scheidsrechter: Rungkly Mangkol (THA) |
| 17 februari King's Cup № 796 «onderlinge duels» |       | 4' Mattias Jonson 11' Tobias Linderoth 19' Stefan Selakovic |        | Suphachalasaistadion, Bangkok Toeschouwers: 10.000 Scheidsrechter: Rungkly Mangkol (THA) |

|                                                        |       |                                                         |        |                                                                                       |
| 28 februari Vriendschappelijk № 797 «onderlinge duels» | Malta | 0 – 3                                                   | Zweden | Ta' Qali Stadium, Ta' Qali Toeschouwers: 1.500 Scheidsrechter: Cosimo Bolognino (ITA) |
| 28 februari Vriendschappelijk № 797 «onderlinge duels» |       | 30' Karl Corneliusson 41' Henrik Larsson 77' Håkan Mild |        | Ta' Qali Stadium, Ta' Qali Toeschouwers: 1.500 Scheidsrechter: Cosimo Bolognino (ITA) |

|                                                   |                     |       |           |                                                                                  |
| 24 maart WK-kwalificatie № 798 «onderlinge duels» | Zweden              | 1 – 0 | Macedonië | Ullevi Stadion, Göteborg Toeschouwers: 22.106 Scheidsrechter: Jan Wegereef (NED) |
| 24 maart WK-kwalificatie № 798 «onderlinge duels» | Anders Svensson 43' |       |           | Ullevi Stadion, Göteborg Toeschouwers: 22.106 Scheidsrechter: Jan Wegereef (NED) |

|                                                             |          |                                       |        |                                                                                          |
| 28 maart WK-kwalificatie № 799 «onderlinge duels» 21:00 uur | Moldavië | 0 – 2                                 | Zweden | Stadionul Republican, Chisinau Toeschouwers: 7.000 Scheidsrechter: Laurent Duhamel (FRA) |
| 28 maart WK-kwalificatie № 799 «onderlinge duels» 21:00 uur |          | 86' Marcus Allbäck 90' Marcus Allbäck |        | Stadionul Republican, Chisinau Toeschouwers: 7.000 Scheidsrechter: Laurent Duhamel (FRA) |

|                                                               |             |                                         |        |                                                                                      |
| 25 april Vriendschappelijk № 800 «onderlinge duels» 20:30 uur | Zwitserland | 0 – 2                                   | Zweden | Stade des Charmilles, Genève Toeschouwers: 6.062 Scheidsrechter: Bruno Derrien (FRA) |
| 25 april Vriendschappelijk № 800 «onderlinge duels» 20:30 uur |             | 61' Anders Svensson 79' Anders Svensson |        | Stade des Charmilles, Genève Toeschouwers: 6.062 Scheidsrechter: Bruno Derrien (FRA) |

|                                                         |                                       |       |           |                                                                                             |
| 2 juni WK-kwalificatie groep 4 № 801 «onderlinge duels» | Zweden                                | 2 – 0 | Slowakije | Råsunda Fotbollstadion, Solna Toeschouwers: 34.327 Scheidsrechter: José García-Aranda (ESP) |
| 2 juni WK-kwalificatie groep 4 № 801 «onderlinge duels» | Marcus Allbäck 45' Marcus Allbäck 51' |       |           | Råsunda Fotbollstadion, Solna Toeschouwers: 34.327 Scheidsrechter: José García-Aranda (ESP) |

|                                                           | |       |          |                                                                         |
| 6 juni WK-kwalificatie № 802 «onderlinge duels» 20:15 uur | Zweden | 6 – 0 | Moldavië | Ullevi, Gotenburg Toeschouwers: 30.233 Scheidsrechter: Steve Dunn (ENG) |
| 6 juni WK-kwalificatie № 802 «onderlinge duels» 20:15 uur | Henrik Larsson 38' (pen.) Henrik Larsson 58' Henrik Larsson 68' (pen.) Niclas Alexandersson 74' Daniel Andersson 77' Henrik Larsson 79' (pen.) |       |          | Ullevi, Gotenburg Toeschouwers: 30.233 Scheidsrechter: Steve Dunn (ENG) |

|                                                        |                                                                  |       |             |                                                                                     |
| 15 augustus Vriendschappelijk № 803 «onderlinge duels» | Zweden                                                           | 3 – 0 | Zuid-Afrika | Råsunda Fotbollstadion, Solna Toeschouwers: 28.766 Scheidsrechter: Mike Riley (ENG) |
| 15 augustus Vriendschappelijk № 803 «onderlinge duels» | Henrik Larsson 5' (pen.) Marcus Allbäck 56' Patrik Andersson 85' |       |             | Råsunda Fotbollstadion, Solna Toeschouwers: 28.766 Scheidsrechter: Mike Riley (ENG) |

|                                                      |                     |       |                                         |                                                                                    |
| 1 september WK-kwalificatie № 804 «onderlinge duels» | Macedonië           | 1 – 2 | Zweden                                  | Gradski Stadion, Skopje Toeschouwers: 8.000 Scheidsrechter: Nikolay Levnikov (RUS) |
| 1 september WK-kwalificatie № 804 «onderlinge duels» | Dragan Načevski 63' |       | 28' Henrik Larsson 33' Patrik Andersson | Gradski Stadion, Skopje Toeschouwers: 8.000 Scheidsrechter: Nikolay Levnikov (RUS) |

|                                                      |                 |       |                                            |                                                                                           |
| 5 september WK-kwalificatie № 805 «onderlinge duels» | Turkije         | 1 – 2 | Zweden                                     | Ali Sami Yenstadion, Istanboel Toeschouwers: 22.000 Scheidsrechter: Stefano Braschi (ITA) |
| 5 september WK-kwalificatie № 805 «onderlinge duels» | Hakan Şükür 51' |       | 87' Henrik Larsson 90+2' Andreas Andersson | Ali Sami Yenstadion, Istanboel Toeschouwers: 22.000 Scheidsrechter: Stefano Braschi (ITA) |

|                                                    |                                                                      |       |              |                                                                                         |
| 7 oktober WK-kwalificatie № 806 «onderlinge duels» | Zweden                                                               | 3 – 0 | Azerbeidzjan | Råsunda Fotbollstadion, Solna Toeschouwers: 32.786 Scheidsrechter: Ryszard Wójcik (POL) |
| 7 oktober WK-kwalificatie № 806 «onderlinge duels» | Anders Svensson 52' Henrik Larsson 61' (pen.) Zlatan Ibrahimović 69' |       |              | Råsunda Fotbollstadion, Solna Toeschouwers: 32.786 Scheidsrechter: Ryszard Wójcik (POL) |

|                                                                  |                          |       |                |                                                                                    |
| 10 november Vriendschappelijk № 807 «onderlinge duels» 15:00 uur | Engeland                 | 1 – 1 | Zweden         | Old Trafford, Manchester Toeschouwers: 64.413 Scheidsrechter: Claude Colombo (FRA) |
| 10 november Vriendschappelijk № 807 «onderlinge duels» 15:00 uur | David Beckham 28' (pen.) |       | 44' Håkan Mild | Old Trafford, Manchester Toeschouwers: 64.413 Scheidsrechter: Claude Colombo (FRA) |

### 2002
|                                                        |                                         |       |                                          |                                                                                                   |
| 13 februari Vriendschappelijk № 808 «onderlinge duels» | Griekenland                             | 2 – 2 | Zweden                                   | Kleanthis Vikelidisstadion, Thessaloniki Toeschouwers: 5.000 Scheidsrechter: Attila Ábrahám (HUN) |
| 13 februari Vriendschappelijk № 808 «onderlinge duels» | Takis Fyssas 54' Giorgos Karagounis 84' |       | 31' Magnus Svensson 64' Stefan Selakovic | Kleanthis Vikelidisstadion, Thessaloniki Toeschouwers: 5.000 Scheidsrechter: Attila Ábrahám (HUN) |

|                                                               |                    |       |                     |                                                                                 |
| 27 maart Vriendschappelijk № 809 «onderlinge duels» 20:00 uur | Zweden             | 1 – 1 | Zwitserland         | Malmö Stadion, Malmö Toeschouwers: 19.096 Scheidsrechter: Valentin Ivanov (RUS) |
| 27 maart Vriendschappelijk № 809 «onderlinge duels» 20:00 uur | Marcus Allbäck 29' |       | 54' Ricardo Cabanas | Malmö Stadion, Malmö Toeschouwers: 19.096 Scheidsrechter: Valentin Ivanov (RUS) |

|                                                     |           |       |        |                                                                                    |
| 17 april Vriendschappelijk № 810 «onderlinge duels» | Noorwegen | 0 – 0 | Zweden | Ullevaal Stadion, Oslo Toeschouwers: 20.759 Scheidsrechter: Knud Erik Fisker (DEN) |
| 17 april Vriendschappelijk № 810 «onderlinge duels» |           |       |        | Ullevaal Stadion, Oslo Toeschouwers: 20.759 Scheidsrechter: Knud Erik Fisker (DEN) |

|                                                   |                       |       |                                         |                                                                                        |
| 17 mei Vriendschappelijk № 811 «onderlinge duels» | Zweden                | 1 – 2 | Paraguay                                | Råsunda Fotbollstadion, Solna Toeschouwers: 33.103 Scheidsrechter: Manuel Mejuto (ESP) |
| 17 mei Vriendschappelijk № 811 «onderlinge duels» | Andreas Andersson 54' |       | 17' Roque Santa Cruz 44' Carlos Paredes | Råsunda Fotbollstadion, Solna Toeschouwers: 33.103 Scheidsrechter: Manuel Mejuto (ESP) |

|                                                   |                          |       |                    |                                                                                        |
| 25 mei Vriendschappelijk № 812 «onderlinge duels» | Japan                    | 1 – 1 | Zweden             | Yoyogi Nationaal Stadion, Tokio Toeschouwers: 55.418 Scheidsrechter: Weixin Zhou (CHN) |
| 25 mei Vriendschappelijk № 812 «onderlinge duels» | Johan Mjällby 63' (e.d.) |       | 20' Marcus Allbäck | Yoyogi Nationaal Stadion, Tokio Toeschouwers: 55.418 Scheidsrechter: Weixin Zhou (CHN) |

| WK voetbal 2002 |
| --------------- |

|                                                                |                  |           |                          |                                                                                  |
| 2 juni WK-eindronde Groep F № 788 «onderlinge duels» 18:30 uur | Engeland         | 1 – 1     | Zweden                   | Saitama Stadium, Saitama Toeschouwers: 52.721 Scheidsrechter: Carlos Simon (BRA) |
| 2 juni WK-eindronde Groep F № 788 «onderlinge duels» 18:30 uur | Sol Campbell 24' | (details) | 59' Niclas Alexandersson | Saitama Stadium, Saitama Toeschouwers: 52.721 Scheidsrechter: Carlos Simon (BRA) |

|                                                      |                     |           |                                              |                                                                                  |
| 7 juni WK-eindronde Groep F № 789 «onderlinge duels» | Nigeria             | 1 – 2     | Zweden                                       | Noevir Stadium Kobe, Kobe Toeschouwers: 36.194 Scheidsrechter: René Ortubé (BOL) |
| 7 juni WK-eindronde Groep F № 789 «onderlinge duels» | Julius Aghahowa 27' | (details) | 35' Henrik Larsson 63' (pen.) Henrik Larsson | Noevir Stadium Kobe, Kobe Toeschouwers: 36.194 Scheidsrechter: René Ortubé (BOL) |

|                                                       |                   |           |                     |                                                                             |
| 12 juni WK-eindronde Groep F № 790 «onderlinge duels» | Argentinië        | 1 – 1     | Zweden              | Miyagi Stadion, Rifu Toeschouwers: 45.777 Scheidsrechter: Ali Bujsaim (UAE) |
| 12 juni WK-eindronde Groep F № 790 «onderlinge duels» | Hernán Crespo 88' | (details) | 59' Anders Svensson | Miyagi Stadion, Rifu Toeschouwers: 45.777 Scheidsrechter: Ali Bujsaim (UAE) |

|                                                              |                                    |       |                    |                                                                                |
| 16 juni WK-eindronde Achtste finale № 791 «onderlinge duels» | Senegal                            | 2 – 1 | Zweden             | Big Eye Stadium, Oita Toeschouwers: 39.747 Scheidsrechter: Ubaldo Aquino (PAR) |
| 16 juni WK-eindronde Achtste finale № 791 «onderlinge duels» | Henri Camara 37' Henri Camara 104' |       | 11' Henrik Larsson | Big Eye Stadium, Oita Toeschouwers: 39.747 Scheidsrechter: Ubaldo Aquino (PAR) |

|  |  |  |  |  |  |  |  |  |

|                                                                  |                         |       |                          |                                                                                  |
| 21 augustus Vriendschappelijk № 817 «onderlinge duels» 18:00 uur | Rusland                 | 1 – 1 | Zweden                   | Lokomotiv Stadion, Moskou Toeschouwers: 24.000 Scheidsrechter: Éric Poulat (FRA) |
| 21 augustus Vriendschappelijk № 817 «onderlinge duels» 18:00 uur | Aleksandr Kerzjakov 56' |       | 90+1' Zlatan Ibrahimović | Lokomotiv Stadion, Moskou Toeschouwers: 24.000 Scheidsrechter: Éric Poulat (FRA) |

|                                                      |         |       |        |                                                                                   |
| 7 september EK-kwalificatie № 818 «onderlinge duels» | Letland | 0 – 0 | Zweden | Skonto Stadion, Riga Toeschouwers: 8.500 Scheidsrechter: Frank De Bleeckere (BEL) |
| 7 september EK-kwalificatie № 818 «onderlinge duels» |         |       |        | Skonto Stadion, Riga Toeschouwers: 8.500 Scheidsrechter: Frank De Bleeckere (BEL) |

|                                                     |                        |       |                      |                                                                                         |
| 12 oktober EK-kwalificatie № 819 «onderlinge duels» | Zweden                 | 1 – 1 | Hongarije            | Råsunda Fotbollstadion, Solna Toeschouwers: 35.084 Scheidsrechter: Wolfgang Stark (GER) |
| 12 oktober EK-kwalificatie № 819 «onderlinge duels» | Zlatan Ibrahimović 76' |       | 5' Krisztián Kenesei | Råsunda Fotbollstadion, Solna Toeschouwers: 35.084 Scheidsrechter: Wolfgang Stark (GER) |

|                                                       |                                         |       |                                                             |                                                                                   |
| 16 oktober Vriendschappelijk № 820 «onderlinge duels» | Zweden                                  | 2 – 3 | Portugal                                                    | Ullevi Stadion, Göteborg Toeschouwers: 30.047 Scheidsrechter: Kyros Vasaras (GRE) |
| 16 oktober Vriendschappelijk № 820 «onderlinge duels» | Jörgen Pettersson 6' Marcus Allbäck 24' |       | 35' (pen.) Sérgio Conceição 54' Romeu Almeida 89' Rui Costa | Ullevi Stadion, Göteborg Toeschouwers: 30.047 Scheidsrechter: Kyros Vasaras (GRE) |

|                                                        |                                                     |       |                                                          |                                                                                          |
| 20 november Vriendschappelijk № 821 «onderlinge duels» | Tsjechië                                            | 3 – 3 | Zweden                                                   | Stadion Na Stínadlech, Teplice Toeschouwers: 10.238 Scheidsrechter: Muhittin Boşat (TUR) |
| 20 november Vriendschappelijk № 821 «onderlinge duels» | Milan Fukal 8' Štěpán Vachoušek 45' Milan Baroš 63' |       | 29' Mikael Nilsson 43' Mikael Nilsson 65' Marcus Allbäck | Stadion Na Stínadlech, Teplice Toeschouwers: 10.238 Scheidsrechter: Muhittin Boşat (TUR) |

### 2003
|                                                        |                  |       |        |                                                                                       |
| 12 februari Vriendschappelijk № 822 «onderlinge duels» | Tunesië          | 1 – 0 | Zweden | Stade du 7 Novembre, Radès Toeschouwers: 20.000 Scheidsrechter: Djamel Haïmoudi (ALG) |
| 12 februari Vriendschappelijk № 822 «onderlinge duels» | Najeh Braham 48' |       |        | Stade du 7 Novembre, Radès Toeschouwers: 20.000 Scheidsrechter: Djamel Haïmoudi (ALG) |

|                                                        |                                                                 |       |                                                        |                                                                                           |
| 16 februari Vriendschappelijk № 823 «onderlinge duels» | Qatar                                                           | 2 – 3 | Zweden                                                 | Suphachalasaistadion, Bangkok Toeschouwers: 5.000 Scheidsrechter: Hanlumyaung Panya (THA) |
| 16 februari Vriendschappelijk № 823 «onderlinge duels» | Hussain Yaser Abdulrahman 54' Mohamed Salem Al-Enazi 90' (pen.) |       | 16' Johan Elmander 24' Johan Elmander 82' Niklas Skoog | Suphachalasaistadion, Bangkok Toeschouwers: 5.000 Scheidsrechter: Hanlumyaung Panya (THA) |

|                                                        |                   |       |                  |                                                                                         |
| 18 februari Vriendschappelijk № 824 «onderlinge duels» | Noord-Korea       | 1 – 1 | Zweden           | Suphachalasaistadion, Bangkok Toeschouwers: 3.500 Scheidsrechter: Rungkly Mangkol (THA) |
| 18 februari Vriendschappelijk № 824 «onderlinge duels» | Pak Yong-Chol 84' |       | 20' Niklas Skoog | Suphachalasaistadion, Bangkok Toeschouwers: 3.500 Scheidsrechter: Rungkly Mangkol (THA) |

|                                                        |                           |       |                                                                                                  |                                                                                      |
| 20 februari Vriendschappelijk № 825 «onderlinge duels» | Thailand                  | 1 – 4 | Zweden                                                                                           | Suphachalasaistadion, Bangkok Toeschouwers: 6.500 Scheidsrechter: Lee Gi-Young (KOR) |
| 20 februari Vriendschappelijk № 825 «onderlinge duels» | Narongchai Vachiraban 80' |       | 47' (e.d.) Thanongsak Pajakkata 63' Johan Elmander 66' Alexander Farnerud 69' Daniel Majstorović | Suphachalasaistadion, Bangkok Toeschouwers: 6.500 Scheidsrechter: Lee Gi-Young (KOR) |

|                                                        |             |                                                                          |        |                                                                                          |
| 22 februari Vriendschappelijk № 826 «onderlinge duels» | Noord-Korea | 0 – 4                                                                    | Zweden | Suphachalasaistadion, Bangkok Toeschouwers: 10.000 Scheidsrechter: Chaiwat Kunsuta (THA) |
| 22 februari Vriendschappelijk № 826 «onderlinge duels» |             | 2' Niklas Skoog 26' Tobias Grahn 54' Markus Johannesson 75' Niklas Skoog |        | Suphachalasaistadion, Bangkok Toeschouwers: 10.000 Scheidsrechter: Chaiwat Kunsuta (THA) |

|                                                  |                       |       |                                       |                                                                                             |
| 2 april EK-kwalificatie № 827 «onderlinge duels» | Hongarije             | 1 – 2 | Zweden                                | Ferenc Puskás Stadion, Boedapest Toeschouwers: 28.000 Scheidsrechter: Lucílio Batista (POR) |
| 2 april EK-kwalificatie № 827 «onderlinge duels» | Krisztián Lisztes 65' |       | 34' Marcus Allbäck 67' Marcus Allbäck | Ferenc Puskás Stadion, Boedapest Toeschouwers: 28.000 Scheidsrechter: Lucílio Batista (POR) |

|                                                     |                        |       |                                  |                                                                                          |
| 30 april Vriendschappelijk № 828 «onderlinge duels» | Zweden                 | 1 – 2 | Kroatië                          | Råsunda Fotbollstadion, Solna Toeschouwers: 15.109 Scheidsrechter: Dick van Egmond (NED) |
| 30 april Vriendschappelijk № 828 «onderlinge duels» | Zlatan Ibrahimović 33' |       | 6' Ivica Olić 58' Boris Živković | Råsunda Fotbollstadion, Solna Toeschouwers: 15.109 Scheidsrechter: Dick van Egmond (NED) |

|                                                           |            | |        |                                                                                     |
| 7 juni EK-kwalificatie № 829 «onderlinge duels» 20:00 uur | San Marino | 0 – 6 | Zweden | Stadio Olimpico, Serravalle Toeschouwers: 2.184 Scheidsrechter: Dejan Delević (SCG) |
| 7 juni EK-kwalificatie № 829 «onderlinge duels» 20:00 uur |            | 16' Mattias Jonson 52' Marcus Allbäck 55' Fredrik Ljungberg 60' Mattias Jonson 71' Mattias Jonson 86' Marcus Allbäck |        | Stadio Olimpico, Serravalle Toeschouwers: 2.184 Scheidsrechter: Dejan Delević (SCG) |

|                                                            |                                                            |       |       |                                                                                           |
| 11 juni EK-kwalificatie № 830 «onderlinge duels» 20:00 uur | Zweden                                                     | 3 – 0 | Polen | Råsunda Fotbollstadion, Solna Toeschouwers: 35.220 Scheidsrechter: Gilles Veissière (FRA) |
| 11 juni EK-kwalificatie № 830 «onderlinge duels» 20:00 uur | Anders Svensson 14' Marcus Allbäck 42' Anders Svensson 70' |       |       | Råsunda Fotbollstadion, Solna Toeschouwers: 35.220 Scheidsrechter: Gilles Veissière (FRA) |

|                                                        |                     |       |                                               |                                                                                             |
| 20 augustus Vriendschappelijk № 831 «onderlinge duels» | Zweden              | 1 – 2 | Griekenland                                   | Norrköpings Idrottspark, Norrköping Toeschouwers: 12.035 Scheidsrechter: Jouni Hyytiä (FIN) |
| 20 augustus Vriendschappelijk № 831 «onderlinge duels» | Anders Svensson 16' |       | 63' Stelios Giannakopoulos 65' Pantelis Kafes | Norrköpings Idrottspark, Norrköping Toeschouwers: 12.035 Scheidsrechter: Jouni Hyytiä (FIN) |

|                                                                | |       |            |                                                                           |
| 6 september EK-kwalificatie № 832 «onderlinge duels» 16:00 uur | Zweden | 5 – 0 | San Marino | Ullevi, Göteborg Toeschouwers: 31.098 Scheidsrechter: Stefan Meßner (AUT) |
| 6 september EK-kwalificatie № 832 «onderlinge duels» 16:00 uur | Mattias Jonson 33' Andreas Jakobsson 49' Zlatan Ibrahimović 56' Kim Källström 68' (pen.) Zlatan Ibrahimović 83' (pen.) |       |            | Ullevi, Göteborg Toeschouwers: 31.098 Scheidsrechter: Stefan Meßner (AUT) |

|                                                                 |       |                                     |        |                                                                               |
| 10 september EK-kwalificatie № 833 «onderlinge duels» 20:15 uur | Polen | 0 – 2                               | Zweden | Stadion Śląski, Chorzów Toeschouwers: 20.000 Scheidsrechter: Mike Riley (ENG) |
| 10 september EK-kwalificatie № 833 «onderlinge duels» 20:15 uur |       | 3' Mikael Nilsson 37' Olof Mellberg |        | Stadion Śląski, Chorzów Toeschouwers: 20.000 Scheidsrechter: Mike Riley (ENG) |

|                                                     |        |                        |         |                                                                                            |
| 11 oktober EK-kwalificatie № 834 «onderlinge duels» | Zweden | 0 – 1                  | Letland | Råsunda Fotbollstadion, Solna Toeschouwers: 32.095 Scheidsrechter: Massimo De Santis (ITA) |
| 11 oktober EK-kwalificatie № 834 «onderlinge duels» |        | 22' Māris Verpakovskis |         | Råsunda Fotbollstadion, Solna Toeschouwers: 32.095 Scheidsrechter: Massimo De Santis (ITA) |

|                                                        |                 |       |        |                                                                                 |
| 18 november Vriendschappelijk № 835 «onderlinge duels» | Egypte          | 1 – 0 | Zweden | Cairo Stadium, Caïro Toeschouwers: 15.000 Scheidsrechter: Mohamed Abdalla (LBY) |
| 18 november Vriendschappelijk № 835 «onderlinge duels» | Ahmed Belal 10' |       |        | Cairo Stadium, Caïro Toeschouwers: 15.000 Scheidsrechter: Mohamed Abdalla (LBY) |

### 2004
|                                                                 |                                                 |       |        |                                                                                          |
| 22 januari Vriendschappelijk № 836 «onderlinge duels» 18:00 uur | Noorwegen                                       | 3 – 0 | Zweden | Hong Kong Stadion, Hongkong Toeschouwers: 10.000 Scheidsrechter: Yau Fat Jame Fong (HKG) |
| 22 januari Vriendschappelijk № 836 «onderlinge duels» 18:00 uur | Frode Johnsen 45' Håvard Flo 54' Håvard Flo 62' |       |        | Hong Kong Stadion, Hongkong Toeschouwers: 10.000 Scheidsrechter: Yau Fat Jame Fong (HKG) |

|                                                        |                                  |       |                      |                                                                                          |
| 18 februari Vriendschappelijk № 837 «onderlinge duels» | Albanië                          | 2 – 1 | Zweden               | Qemal Stafastadion, Tirana Toeschouwers: 15.000 Scheidsrechter: Gianluca Paparesta (ITA) |
| 18 februari Vriendschappelijk № 837 «onderlinge duels» | Ervin Skela 67' Adrian Aliaj 75' |       | 50' Stefan Selakovic | Qemal Stafastadion, Tirana Toeschouwers: 15.000 Scheidsrechter: Gianluca Paparesta (ITA) |

|                                                               |                        |       |          |                                                                                             |
| 31 maart Vriendschappelijk № 838 «onderlinge duels» 19:45 uur | Zweden                 | 1 – 0 | Engeland | Nya Ullevi Stadion, Gotenburg Toeschouwers: 40.464 Scheidsrechter: Tom Henning Øvrebø (NOR) |
| 31 maart Vriendschappelijk № 838 «onderlinge duels» 19:45 uur | Zlatan Ibrahimović 54' |       |          | Nya Ullevi Stadion, Gotenburg Toeschouwers: 40.464 Scheidsrechter: Tom Henning Øvrebø (NOR) |

|                                                     |                                    |       |                                        |                                                                                             |
| 28 april Vriendschappelijk № 839 «onderlinge duels» | Portugal                           | 2 – 2 | Zweden                                 | Estádio Cidade de Coimbra, Coimbra Toeschouwers: 14.000 Scheidsrechter: Darko Čeferin (SLO) |
| 28 april Vriendschappelijk № 839 «onderlinge duels» | Pedro Pauleta 33' Nuno Gomes 90+2' |       | 17' Kim Källström 86' (e.d.) Rui Jorge | Estádio Cidade de Coimbra, Coimbra Toeschouwers: 14.000 Scheidsrechter: Darko Čeferin (SLO) |

|                                                             |                         |       |                                                            |                                                                                    |
| 28 mei Vriendschappelijk № 840 «onderlinge duels» 18:00 uur | Finland                 | 1 – 3 | Zweden                                                     | Ratina Stadion, Tampere Toeschouwers: 16.500 Scheidsrechter: Alberto Undiano (ESP) |
| 28 mei Vriendschappelijk № 840 «onderlinge duels» 18:00 uur | Jari Litmanen 9' (pen.) |       | 30' Anders Andersson 45' Marcus Allbäck 82' Marcus Allbäck | Ratina Stadion, Tampere Toeschouwers: 16.500 Scheidsrechter: Alberto Undiano (ESP) |

|                                                             |                                                             |       |                     |                                                                                 |
| 5 juni Vriendschappelijk № 841 «onderlinge duels» 18:30 uur | Zweden                                                      | 3 – 1 | Polen               | Råsundastadion, Stockholm Toeschouwers: 28.281 Scheidsrechter: Alan Kelly (IRL) |
| 5 juni Vriendschappelijk № 841 «onderlinge duels» 18:30 uur | Henrik Larsson 42' Andreas Jakobsson 54' Marcus Allbäck 72' |       | 89' Damian Gorawski | Råsundastadion, Stockholm Toeschouwers: 28.281 Scheidsrechter: Alan Kelly (IRL) |

| EK voetbal 2004 |
| --------------- |

|                                                       |           | |        |                                                                                       |
| 14 juni EK-eindronde Groep C № 842 «onderlinge duels» | Bulgarije | 0 – 5 | Zweden | Estádio José Alvalade, Lissabon Toeschouwers: 31.652 Scheidsrechter: Mike Riley (ENG) |
| 14 juni EK-eindronde Groep C № 842 «onderlinge duels» |           | 32' Fredrik Ljungberg 57' Henrik Larsson 58' Henrik Larsson 78' (pen.) Zlatan Ibrahimović 90+2' Marcus Allbäck |        | Estádio José Alvalade, Lissabon Toeschouwers: 31.652 Scheidsrechter: Mike Riley (ENG) |

|                                                       |                     |       |                        |                                                                               |
| 18 juni EK-eindronde Groep C № 843 «onderlinge duels» | Italië              | 1 – 1 | Zweden                 | Estádio do Dragão, Porto Toeschouwers: 44.926 Scheidsrechter: Urs Meier (SUI) |
| 18 juni EK-eindronde Groep C № 843 «onderlinge duels» | Antonio Cassano 37' |       | 85' Zlatan Ibrahimović | Estádio do Dragão, Porto Toeschouwers: 44.926 Scheidsrechter: Urs Meier (SUI) |

|                                                                 |                                             |       |                                              |                                                                                |
| 22 juni EK-eindronde Groep C № 844 «onderlinge duels» 19:45 uur | Denemarken                                  | 2 – 2 | Zweden                                       | Estádio do Bessa, Porto Toeschouwers: 26.115 Scheidsrechter: Markus Merk (GER) |
| 22 juni EK-eindronde Groep C № 844 «onderlinge duels» 19:45 uur | Jon Dahl Tomasson 28' Jon Dahl Tomasson 66' |       | 47' (pen.) Henrik Larsson 89' Mattias Jonson | Estádio do Bessa, Porto Toeschouwers: 26.115 Scheidsrechter: Markus Merk (GER) |

|                                                             |        |            |           |                                                                                     |
| 26 juni EK-eindronde Groep C № 845 «onderlinge duels» 19:45 | Zweden | 0 – 0 (nv) | Nederland | Estádio Algarve, Faro-Loulé Toeschouwers: 30.000 Scheidsrechter: Ľuboš Micheľ (SVK) |
| 26 juni EK-eindronde Groep C № 845 «onderlinge duels» 19:45 |        |            |           | Estádio Algarve, Faro-Loulé Toeschouwers: 30.000 Scheidsrechter: Ľuboš Micheľ (SVK) |

| |       | strafschoppen                                                                            |  |
| Kim Källström Henrik Larsson Zlatan Ibrahimović Fredrik Ljungberg Christian Wilhelmsson Olof Mellberg | 4 – 5 | Ruud van Nistelrooij John Heitinga Michael Reiziger Phillip Cocu Roy Makaay Arjen Robben |  |

|  |  |  |  |  |  |  |  |  |

|                                                        |                                          |       |                                         |                                                                                 |
| 18 augustus Vriendschappelijk № 846 «onderlinge duels» | Zweden                                   | 2 – 2 | Nederland                               | Råsundastadion, Stockholm Toeschouwers: 20.377 Scheidsrechter: Rob Styles (ENG) |
| 18 augustus Vriendschappelijk № 846 «onderlinge duels» | Mattias Jonson 4' Zlatan Ibrahimović 69' |       | 17' Wesley Sneijder 43' Mark van Bommel | Råsundastadion, Stockholm Toeschouwers: 20.377 Scheidsrechter: Rob Styles (ENG) |

|                                                                |       | |        |                                                                                 |
| 4 september WK-kwalificatie № 847 «onderlinge duels» 19:45 uur | Malta | 0 – 7 | Zweden | Ta' Qali Stadium, Ta' Qali Toeschouwers: 4.200 Scheidsrechter: Haim Jakov (ISR) |
| 4 september WK-kwalificatie № 847 «onderlinge duels» 19:45 uur |       | 4' Zlatan Ibrahimović 11' Zlatan Ibrahimović 14' Zlatan Ibrahimović 46' Freddie Ljungberg 71' Zlatan Ibrahimović 74' Freddie Ljungberg 76' Henrik Larsson |        | Ta' Qali Stadium, Ta' Qali Toeschouwers: 4.200 Scheidsrechter: Haim Jakov (ISR) |

|                                                      |        |                 |         |                                                                                          |
| 8 september WK-kwalificatie № 848 «onderlinge duels» | Zweden | 0 – 1           | Kroatië | Ullevi Stadion, Göteborg Toeschouwers: 40.023 Scheidsrechter: Arturo Daudén Ibáñez (ESP) |
| 8 september WK-kwalificatie № 848 «onderlinge duels» |        | 63' Darijo Srna |         | Ullevi Stadion, Göteborg Toeschouwers: 40.023 Scheidsrechter: Arturo Daudén Ibáñez (ESP) |

|                                                    |                                                              |       |           |                                                                                    |
| 9 oktober WK-kwalificatie № 849 «onderlinge duels» | Zweden                                                       | 3 – 0 | Hongarije | Råsundastadion, Stockholm Toeschouwers: 32.288 Scheidsrechter: Stuart Dougal (SCO) |
| 9 oktober WK-kwalificatie № 849 «onderlinge duels» | Fredrik Ljungberg 26' Henrik Larsson 50' Anders Svensson 67' |       |           | Råsundastadion, Stockholm Toeschouwers: 32.288 Scheidsrechter: Stuart Dougal (SCO) |

|                                                     |                      |       |                                                                                    |                                                                                       |
| 13 oktober WK-kwalificatie № 850 «onderlinge duels» | IJsland              | 1 – 4 | Zweden                                                                             | Laugardalsvöllur, Reykjavík Toeschouwers: 7.037 Scheidsrechter: Massimo Busacca (SUI) |
| 13 oktober WK-kwalificatie № 850 «onderlinge duels» | Eiður Guðjohnsen 66' |       | 23' Henrik Larsson 25' Marcus Allbäck 38' Henrik Larsson 44' Christian Wilhelmsson | Laugardalsvöllur, Reykjavík Toeschouwers: 7.037 Scheidsrechter: Massimo Busacca (SUI) |

|                                                        |                           |       |                                                                               |                                                                                 |
| 17 november Vriendschappelijk № 851 «onderlinge duels» | Schotland                 | 1 – 4 | Zweden                                                                        | Easter Road, Edinburgh Toeschouwers: 15.071 Scheidsrechter: Jaroslav Jara (CZE) |
| 17 november Vriendschappelijk № 851 «onderlinge duels» | James McFadden 78' (pen.) |       | 26' Marcus Allbäck 50' Marcus Allbäck 73' Johan Elmander 74' Fredrik Berglund | Easter Road, Edinburgh Toeschouwers: 15.071 Scheidsrechter: Jaroslav Jara (CZE) |

### 2005
|                                                       |                    |       |                      |                                                                                 |
| 22 januari Vriendschappelijk № 852 «onderlinge duels» | Zuid-Korea         | 1 – 1 | Zweden               | Home Depot Center, Carson Toeschouwers: 9.941 Scheidsrechter: Kevin Stott (USA) |
| 22 januari Vriendschappelijk № 852 «onderlinge duels» | Chung Kyung-ho 70' |       | 86' Markus Rosenberg | Home Depot Center, Carson Toeschouwers: 9.941 Scheidsrechter: Kevin Stott (USA) |

|                                                       |        |       |        |                                                                             |
| 26 januari Vriendschappelijk № 853 «onderlinge duels» | Mexico | 0 – 0 | Zweden | Petco Park, San Diego Toeschouwers: 35.521 Scheidsrechter: Brian Hall (USA) |
| 26 januari Vriendschappelijk № 853 «onderlinge duels» |        |       |        | Petco Park, San Diego Toeschouwers: 35.521 Scheidsrechter: Brian Hall (USA) |

|                                                                 |                     |       |                       |                                                                                          |
| 9 februari Vriendschappelijk № 854 «onderlinge duels» 20:00 uur | Frankrijk           | 1 – 1 | Zweden                | Stade de France, Saint-Denis Toeschouwers: 58.923 Scheidsrechter: Julián Rodríguez (ESP) |
| 9 februari Vriendschappelijk № 854 «onderlinge duels» 20:00 uur | David Trezeguet 36' |       | 11' Freddie Ljungberg | Stade de France, Saint-Denis Toeschouwers: 58.923 Scheidsrechter: Julián Rodríguez (ESP) |

|                                                   |           |                                                              |        |                                                                                       |
| 26 maart WK-kwalificatie № 855 «onderlinge duels» | Bulgarije | 0 – 3                                                        | Zweden | Vasil Levski Stadion, Sofia Toeschouwers: 42.563 Scheidsrechter: Herbert Fandel (GER) |
| 26 maart WK-kwalificatie № 855 «onderlinge duels» |           | 17' Fredrik Ljungberg 73' Erik Edman 90+3' Fredrik Ljungberg |        | Vasil Levski Stadion, Sofia Toeschouwers: 42.563 Scheidsrechter: Herbert Fandel (GER) |

|                                                           | |       |       |                                                                                |
| 4 juni WK-kwalificatie № 856 «onderlinge duels» 17:15 uur | Zweden | 6 – 0 | Malta | Nya Ullevi, Göteborg Toeschouwers: 40.000 Scheidsrechter: Nikolay Ivanov (RUS) |
| 4 juni WK-kwalificatie № 856 «onderlinge duels» 17:15 uur | Mattias Jonson 6' Anders Svensson 18' Christian Wilhelmsson 30' Zlatan Ibrahimović 40' Freddie Ljungberg 57' Johan Elmander 81' |       |       | Nya Ullevi, Göteborg Toeschouwers: 40.000 Scheidsrechter: Nikolay Ivanov (RUS) |

|                                                             |                                      |       |                                                               |                                                                                        |
| 8 juni Vriendschappelijk № 857 «onderlinge duels» 20:15 uur | Zweden                               | 2 – 3 | Noorwegen                                                     | Råsunda Fotbollstadion, Solna Toeschouwers: 15.345 Scheidsrechter: Jaroslav Jara (CZE) |
| 8 juni Vriendschappelijk № 857 «onderlinge duels» 20:15 uur | Kim Källström 16' Johan Elmander 68' |       | 60' John Arne Riise 64' Thorstein Helstad 65' Steffen Iversen | Råsunda Fotbollstadion, Solna Toeschouwers: 15.345 Scheidsrechter: Jaroslav Jara (CZE) |

|                                                                  |                                         |       |                       |                                                                                     |
| 17 augustus Vriendschappelijk № 858 «onderlinge duels» 20:15 uur | Zweden                                  | 2 – 1 | Tsjechië              | Ullevi Stadion, Göteborg Toeschouwers: 23.117 Scheidsrechter: Stephen Bennett (ENG) |
| 17 augustus Vriendschappelijk № 858 «onderlinge duels» 20:15 uur | Henrik Larsson 19' Markus Rosenberg 26' |       | 22' (pen.) Jan Koller | Ullevi Stadion, Göteborg Toeschouwers: 23.117 Scheidsrechter: Stephen Bennett (ENG) |

|                                                      |                                                                  |       |           |                                                                                             |
| 3 september WK-kwalificatie № 859 «onderlinge duels» | Zweden                                                           | 3 – 0 | Bulgarije | Råsunda Fotbollstadion, Solna Toeschouwers: 33.883 Scheidsrechter: Frank De Bleeckere (BEL) |
| 3 september WK-kwalificatie № 859 «onderlinge duels» | Fredrik Ljungberg 60' Olof Mellberg 75' Zlatan Ibrahimović 90+2' |       |           | Råsunda Fotbollstadion, Solna Toeschouwers: 33.883 Scheidsrechter: Frank De Bleeckere (BEL) |

|                                                      |           |                        |        |                                                                                            |
| 7 september WK-kwalificatie № 860 «onderlinge duels» | Hongarije | 0 – 1                  | Zweden | Ferenc Puskás Stadion, Boedapest Toeschouwers: 20.161 Scheidsrechter: Stefano Farina (ITA) |
| 7 september WK-kwalificatie № 860 «onderlinge duels» |           | 90' Zlatan Ibrahimović |        | Ferenc Puskás Stadion, Boedapest Toeschouwers: 20.161 Scheidsrechter: Stefano Farina (ITA) |

|                                                    |                        |       |        |                                                                                       |
| 8 oktober WK-kwalificatie № 861 «onderlinge duels» | Kroatië                | 1 – 0 | Zweden | Stadion Maksimir, Zagreb Toeschouwers: 34.015 Scheidsrechter: Massimo De Santis (ITA) |
| 8 oktober WK-kwalificatie № 861 «onderlinge duels» | Darijo Srna 56' (pen.) |       |        | Stadion Maksimir, Zagreb Toeschouwers: 34.015 Scheidsrechter: Massimo De Santis (ITA) |

|                                                     |                                                               |       |                  |                                                                                          |
| 12 oktober WK-kwalificatie № 862 «onderlinge duels» | Zweden                                                        | 3 – 1 | IJsland          | Råsunda Fotbollstadion, Solna Toeschouwers: 33.716 Scheidsrechter: Valentin Ivanov (RUS) |
| 12 oktober WK-kwalificatie № 862 «onderlinge duels» | Zlatan Ibrahimović 29' Henrik Larsson 42' Kim Källström 90+1' |       | 25' Kári Árnason | Råsunda Fotbollstadion, Solna Toeschouwers: 33.716 Scheidsrechter: Valentin Ivanov (RUS) |

|                                                        |                                     |       |                                        |                                                                                    |
| 12 november Vriendschappelijk № 863 «onderlinge duels» | Zuid-Korea                          | 2 – 2 | Zweden                                 | Seoul World Cupstadion, Seoul Toeschouwers: 59.113 Scheidsrechter: Wan Daxue (CHN) |
| 12 november Vriendschappelijk № 863 «onderlinge duels» | Ahn Jung-hwan 7' Kim Young-chul 52' |       | 9' Johan Elmander 57' Markus Rosenberg | Seoul World Cupstadion, Seoul Toeschouwers: 59.113 Scheidsrechter: Wan Daxue (CHN) |

### 2006
|                                                       |                    |       |                     | |
| 18 januari Vriendschappelijk № 864 «onderlinge duels» | Saoedi-Arabië      | 1 – 1 | Zweden              | Prince Faisal bin Fahdstadion, Riyadh Toeschouwers: 3.000 Scheidsrechter: Abdul Rahman Al-Amri (KSA) |
| 18 januari Vriendschappelijk № 864 «onderlinge duels» | Mohammed Amine 70' |       | 32' Anders Svensson | Prince Faisal bin Fahdstadion, Riyadh Toeschouwers: 3.000 Scheidsrechter: Abdul Rahman Al-Amri (KSA) |

|                                                       |          |       |        |                                                                                              |
| 23 januari Vriendschappelijk № 865 «onderlinge duels» | Jordanië | 0 – 0 | Zweden | Al Nahyanstadion, Abu Dhabi Toeschouwers: 1.000 Scheidsrechter: Abdulaziz Ali Al-Mulla (UAE) |
| 23 januari Vriendschappelijk № 865 «onderlinge duels» |          |       |        | Al Nahyanstadion, Abu Dhabi Toeschouwers: 1.000 Scheidsrechter: Abdulaziz Ali Al-Mulla (UAE) |

|                                                    |                                                  |       |        |                                                                                  |
| 1 maart Vriendschappelijk № 866 «onderlinge duels» | Ierland                                          | 3 – 0 | Zweden | Lansdowne Road, Dublin Toeschouwers: 44.109 Scheidsrechter: Damien Ledentu (FRA) |
| 1 maart Vriendschappelijk № 866 «onderlinge duels» | Damien Duff 36' Robbie Keane 48' Liam Miller 71' |       |        | Lansdowne Road, Dublin Toeschouwers: 44.109 Scheidsrechter: Damien Ledentu (FRA) |

|                                                             |        |       |         |                                                                                   |
| 25 mei Vriendschappelijk № 867 «onderlinge duels» 14:00 uur | Zweden | 0 – 0 | Finland | Nya Ullevi, Göteborg Toeschouwers: 25.754 Scheidsrechter: Grzegorz Gilewski (POL) |
| 25 mei Vriendschappelijk № 867 «onderlinge duels» 14:00 uur |        |       |         | Nya Ullevi, Göteborg Toeschouwers: 25.754 Scheidsrechter: Grzegorz Gilewski (POL) |

|                                                             |                    |       |                    |                                                                                      |
| 2 juni Vriendschappelijk № 868 «onderlinge duels» 20:00 uur | Zweden             | 1 – 1 | Chili              | Råsunda Stadion, Stockholm Toeschouwers: 34.735 Scheidsrechter: Wolfgang Stark (GER) |
| 2 juni Vriendschappelijk № 868 «onderlinge duels» 20:00 uur | Henrik Larsson 32' |       | 51' Humberto Suazo | Råsunda Stadion, Stockholm Toeschouwers: 34.735 Scheidsrechter: Wolfgang Stark (GER) |

| WK voetbal 2006 |
| --------------- |

|                                                             |                |       |        |                                                                                      |
| 10 juni WK-eindronde Groep B № 869 «onderlinge duels» 18:00 | Trinidad en T. | 0 – 0 | Zweden | Westfalenstadion, Dortmund Toeschouwers: 62.959 Scheidsrechter: Shamsul Maidin (SIN) |
| 10 juni WK-eindronde Groep B № 869 «onderlinge duels» 18:00 |                |       |        | Westfalenstadion, Dortmund Toeschouwers: 62.959 Scheidsrechter: Shamsul Maidin (SIN) |

|                                                             |                       |       |          |                                                                                 |
| 15 juni WK-eindronde Groep B № 870 «onderlinge duels» 21:00 | Zweden                | 1 – 0 | Paraguay | Olympiastadion, Berlijn Toeschouwers: 72.000 Scheidsrechter: Ľuboš Micheľ (SLK) |
| 15 juni WK-eindronde Groep B № 870 «onderlinge duels» 21:00 | Fredrik Ljungberg 89' |       |          | Olympiastadion, Berlijn Toeschouwers: 72.000 Scheidsrechter: Ľuboš Micheľ (SLK) |

|                                                                 |                                       |           |                                 |                                                                                        |
| 20 juni WK-eindronde Groep B № 871 «onderlinge duels» 21:00 uur | Zweden                                | 2 – 2     | Engeland                        | RheinEnergieStadion, Keulen Toeschouwers: 45.000 Scheidsrechter: Massimo Busacca (SUI) |
| 20 juni WK-eindronde Groep B № 871 «onderlinge duels» 21:00 uur | Marcus Allbäck 51' Henrik Larsson 90' | (details) | 34' Joe Cole 85' Steven Gerrard | RheinEnergieStadion, Keulen Toeschouwers: 45.000 Scheidsrechter: Massimo Busacca (SUI) |

|                                                                         |                                      |       |        |                                                                                |
| 24 juni WK-eindronde Achtste finales № 872 «onderlinge duels» 17:00 uur | Duitsland                            | 2 – 0 | Zweden | Allianz Arena, München Toeschouwers: 66.000 Scheidsrechter: Carlos Simon (BRA) |
| 24 juni WK-eindronde Achtste finales № 872 «onderlinge duels» 17:00 uur | Lukas Podolski 4' Lukas Podolski 12' |       |        | Allianz Arena, München Toeschouwers: 66.000 Scheidsrechter: Carlos Simon (BRA) |

|  |  |  |  |  |  |  |  |  |

|                                                        |                                                         |       |        |                                                                                        |
| 16 augustus Vriendschappelijk № 873 «onderlinge duels» | Duitsland                                               | 3 – 0 | Zweden | Veltins Arena, Gelsenkirchen Toeschouwers: 53.000 Scheidsrechter: Stefano Farina (ITA) |
| 16 augustus Vriendschappelijk № 873 «onderlinge duels» | Bernd Schneider 4' Miroslav Klose 8' Miroslav Klose 44' |       |        | Veltins Arena, Gelsenkirchen Toeschouwers: 53.000 Scheidsrechter: Stefano Farina (ITA) |

|                                                      |         |                   |        |                                                                              |
| 2 september EK-kwalificatie № 874 «onderlinge duels» | Letland | 0 – 1             | Zweden | Skonto Stadion, Riga Toeschouwers: 7.000 Scheidsrechter: Darko Čeferin (SLO) |
| 2 september EK-kwalificatie № 874 «onderlinge duels» |         | 37' Kim Källström |        | Skonto Stadion, Riga Toeschouwers: 7.000 Scheidsrechter: Darko Čeferin (SLO) |

|                                                      |                                                           |       |                 |                                                                                  |
| 6 september EK-kwalificatie № 875 «onderlinge duels» | Zweden                                                    | 3 – 1 | Liechtenstein   | Nya Ullevi, Göteborg Toeschouwers: 17.735 Scheidsrechter: Veaceslav Banari (MDA) |
| 6 september EK-kwalificatie № 875 «onderlinge duels» | Marcus Allbäck 1' Marcus Allbäck 70' Markus Rosenberg 89' |       | 27' Mario Frick | Nya Ullevi, Göteborg Toeschouwers: 17.735 Scheidsrechter: Veaceslav Banari (MDA) |

|                                                    |                                       |       |        |                                                                                       |
| 7 oktober EK-kwalificatie № 876 «onderlinge duels» | Zweden                                | 2 – 0 | Spanje | Råsunda Stadion, Stockholm Toeschouwers: 33.059 Scheidsrechter: Stephen Bennett (ENG) |
| 7 oktober EK-kwalificatie № 876 «onderlinge duels» | Johan Elmander 10' Marcus Allbäck 82' |       |        | Råsunda Stadion, Stockholm Toeschouwers: 33.059 Scheidsrechter: Stephen Bennett (ENG) |

|                                                     |                    |       |                                            |                                                                                         |
| 11 oktober EK-kwalificatie № 877 «onderlinge duels» | IJsland            | 1 – 2 | Zweden                                     | Laugardalsvöllur, Reykjavík Toeschouwers: 8.725 Scheidsrechter: Grzegorz Gilewski (POL) |
| 11 oktober EK-kwalificatie № 877 «onderlinge duels» | Arnar Viðarsson 6' |       | 8' Kim Källström 59' Christian Wilhelmsson | Laugardalsvöllur, Reykjavík Toeschouwers: 8.725 Scheidsrechter: Grzegorz Gilewski (POL) |

|                                                                  |                   |       |        |                                                                                               |
| 15 november Vriendschappelijk № 878 «onderlinge duels» 18:00 uur | Ivoorkust         | 1 – 0 | Zweden | Stade Omnisports Léon Bollée, Le Mans Toeschouwers: 3.871 Scheidsrechter: Fredy Fautrel (FRA) |
| 15 november Vriendschappelijk № 878 «onderlinge duels» 18:00 uur | Didier Drogba 37' |       |        | Stade Omnisports Léon Bollée, Le Mans Toeschouwers: 3.871 Scheidsrechter: Fredy Fautrel (FRA) |

### 2007
|                                                                 |                                             |       |        |                                                                                      |
| 14 januari Vriendschappelijk № 879 «onderlinge duels» 20:45 uur | Venezuela                                   | 2 – 0 | Zweden | Pachencho Romero, Maracaibo Toeschouwers: 14.000 Scheidsrechter: José Buitrago (COL) |
| 14 januari Vriendschappelijk № 879 «onderlinge duels» 20:45 uur | Alejandro Guerra 17' Daniel Arismendi 90+1' |       |        | Pachencho Romero, Maracaibo Toeschouwers: 14.000 Scheidsrechter: José Buitrago (COL) |

|                                                                 |                                   |       |                | |
| 18 januari Vriendschappelijk № 880 «onderlinge duels» 20:45 uur | Ecuador                           | 2 – 1 | Zweden         | Estadio Alejandro Serrano Aguilar, Cuenca Toeschouwers: 18.000 Scheidsrechter: Víctor Carrillo (PER) |
| 18 januari Vriendschappelijk № 880 «onderlinge duels» 20:45 uur | Edder Vaca 16' Carlos Tenorio 25' |       | 90' Rade Prica | Estadio Alejandro Serrano Aguilar, Cuenca Toeschouwers: 18.000 Scheidsrechter: Víctor Carrillo (PER) |

|                                                                 |                  |       |                     |                                                                                           |
| 21 januari Vriendschappelijk № 881 «onderlinge duels» 21:05 uur | Ecuador          | 1 – 1 | Zweden              | Estadio Olímpico Atahualpa, Quito Toeschouwers: 25.000 Scheidsrechter: Manuel Garay (PER) |
| 21 januari Vriendschappelijk № 881 «onderlinge duels» 21:05 uur | Edmundo Zura 82' |       | 69' Daniel Nannskog | Estadio Olímpico Atahualpa, Quito Toeschouwers: 25.000 Scheidsrechter: Manuel Garay (PER) |

|                                                       |                              |       |        |                                                                                               |
| 7 februari Vriendschappelijk № 882 «onderlinge duels» | Egypte                       | 2 – 0 | Zweden | Cairo International Stadium, Caïro Toeschouwers: 25.000 Scheidsrechter: Mohamed Abdalla (LIB) |
| 7 februari Vriendschappelijk № 882 «onderlinge duels» | Amr Zaki 44' Ahmed Fathi 87' |       |        | Cairo International Stadium, Caïro Toeschouwers: 25.000 Scheidsrechter: Mohamed Abdalla (LIB) |

|                                                             |                                 |       |                    |                                                                                 |
| 28 maart EK-kwalificatie № 883 «onderlinge duels» 19:45 uur | Noord-Ierland                   | 2 – 1 | Zweden             | Windsor Park, Belfast Toeschouwers: 14.500 Scheidsrechter: Eric Braamhaar (NED) |
| 28 maart EK-kwalificatie № 883 «onderlinge duels» 19:45 uur | David Healy 31' David Healy 58' |       | 26' Johan Elmander | Windsor Park, Belfast Toeschouwers: 14.500 Scheidsrechter: Eric Braamhaar (NED) |

|                                                 |                                                           |       |                                                         |                                                                              |
| 2 juni EK-kwalificatie № 884 «onderlinge duels» | Denemarken                                                | 3 – 3 | Zweden                                                  | Parken, Kopenhagen Toeschouwers: 42.083 Scheidsrechter: Herbert Fandel (GER) |
| 2 juni EK-kwalificatie № 884 «onderlinge duels» | Daniel Agger 34' Jon Dahl Tomasson 62' Leon Andreasen 76' |       | 7' Johan Elmander 22' Petter Hansson 26' Johan Elmander | Parken, Kopenhagen Toeschouwers: 42.083 Scheidsrechter: Herbert Fandel (GER) |

|                                                 |                                                                                                  |       |         |                                                                                      |
| 6 juni EK-kwalificatie № 885 «onderlinge duels» | Zweden                                                                                           | 5 – 0 | IJsland | Råsunda Fotbollstadion, Solna Toeschouwers: 33.358 Scheidsrechter: Alain Hamer (LUX) |
| 6 juni EK-kwalificatie № 885 «onderlinge duels» | Marcus Allbäck 11' Anders Svensson 42' Olof Mellberg 45' Markus Rosenberg 50' Marcus Allbäck 51' |       |         | Råsunda Fotbollstadion, Solna Toeschouwers: 33.358 Scheidsrechter: Alain Hamer (LUX) |

|                                                        |                   |       |                  |                                                                            |
| 22 augustus Vriendschappelijk № 886 «onderlinge duels» | Zweden            | 1 – 0 | Verenigde Staten | Nya Ullevi, Göteborg Toeschouwers: 20.468 Scheidsrechter: Kevin Blom (NED) |
| 22 augustus Vriendschappelijk № 886 «onderlinge duels» | Kim Källström 56' |       |                  | Nya Ullevi, Göteborg Toeschouwers: 20.468 Scheidsrechter: Kevin Blom (NED) |

|                                                      |        |       |            |                                                                                             |
| 8 september EK-kwalificatie № 887 «onderlinge duels» | Zweden | 0 – 0 | Denemarken | Råsunda Fotbollstadion, Solna Toeschouwers: 33.082 Scheidsrechter: Frank De Bleeckere (BEL) |
| 8 september EK-kwalificatie № 887 «onderlinge duels» |        |       |            | Råsunda Fotbollstadion, Solna Toeschouwers: 33.082 Scheidsrechter: Frank De Bleeckere (BEL) |

|                                                                   |                   |       |                                     |                                                                                           |
| 12 september Vriendschappelijk № 888 «onderlinge duels» 17:30 uur | Montenegro        | 1 – 2 | Zweden                              | Stadion Pod Goricom, Podgorica Toeschouwers: 6.000 Scheidsrechter: Bernhard Brugger (AUT) |
| 12 september Vriendschappelijk № 888 «onderlinge duels» 17:30 uur | Mirko Vučinić 15' |       | 71' Markus Rosenberg 75' Rade Prica | Stadion Pod Goricom, Podgorica Toeschouwers: 6.000 Scheidsrechter: Bernhard Brugger (AUT) |

|                                                     |               |                                                                     |        |                                                                                    |
| 13 oktober EK-kwalificatie № 889 «onderlinge duels» | Liechtenstein | 0 – 3                                                               | Zweden | Rheinpark Stadion, Vaduz Toeschouwers: 4.131 Scheidsrechter: Paolo Dondarini (ITA) |
| 13 oktober EK-kwalificatie № 889 «onderlinge duels» |               | 19' Fredrik Ljungberg 29' Christian Wilhelmsson 56' Anders Svensson |        | Rheinpark Stadion, Vaduz Toeschouwers: 4.131 Scheidsrechter: Paolo Dondarini (ITA) |

|                                                               |                   |       |                   |                                                                                      |
| 17 oktober EK-kwalificatie № 890 «onderlinge duels» 19:30 uur | Zweden            | 1 – 1 | Noord-Ierland     | Råsunda Stadion, Stockholm Toeschouwers: 33.112 Scheidsrechter: Bertrand Layec (FRA) |
| 17 oktober EK-kwalificatie № 890 «onderlinge duels» 19:30 uur | Olof Mellberg 15' |       | 72' Kyle Lafferty | Råsunda Stadion, Stockholm Toeschouwers: 33.112 Scheidsrechter: Bertrand Layec (FRA) |

|                                                      |                                                        |       |        |                                                                                              |
| 17 november EK-kwalificatie № 891 «onderlinge duels» | Spanje                                                 | 3 – 0 | Zweden | Estadio Santiago Bernabéu, Madrid Toeschouwers: 67.055 Scheidsrechter: Roberto Rosetti (ITA) |
| 17 november EK-kwalificatie № 891 «onderlinge duels» | Joan Capdevila 14' Andrés Iniesta 30' Sergio Ramos 64' |       |        | Estadio Santiago Bernabéu, Madrid Toeschouwers: 67.055 Scheidsrechter: Roberto Rosetti (ITA) |

|                                                      |                                     |       |                   |                                                                                         |
| 21 november EK-kwalificatie № 892 «onderlinge duels» | Zweden                              | 2 – 1 | Letland           | Råsunda Fotbollstadion, Solna Toeschouwers: 26.128 Scheidsrechter: Wolfgang Stark (GER) |
| 21 november EK-kwalificatie № 892 «onderlinge duels» | Marcus Allbäck 1' Kim Källström 57' |       | 26' Juris Laizāns | Råsunda Fotbollstadion, Solna Toeschouwers: 26.128 Scheidsrechter: Wolfgang Stark (GER) |

### 2008
|                                                                 |            |                   |        |                                                                                            |
| 13 januari Vriendschappelijk № 893 «onderlinge duels» 20:15 uur | Costa Rica | 0 – 1             | Zweden | Estadio Ricardo Saprissa, San José Toeschouwers: 8.000 Scheidsrechter: Carlos Batres (GUA) |
| 13 januari Vriendschappelijk № 893 «onderlinge duels» 20:15 uur |            | 48' Samuel Holmén |        | Estadio Ricardo Saprissa, San José Toeschouwers: 8.000 Scheidsrechter: Carlos Batres (GUA) |

|                                                                 |                                              |       |        |                                                                                       |
| 19 januari Vriendschappelijk № 894 «onderlinge duels» 20:30 uur | Verenigde Staten                             | 2 – 0 | Zweden | Home Depot Center, Carson Toeschouwers: 14.878 Scheidsrechter: Mauricio Navarro (CAN) |
| 19 januari Vriendschappelijk № 894 «onderlinge duels» 20:30 uur | Eddie Robinson 15' Landon Donovan 48' (pen.) |       |        | Home Depot Center, Carson Toeschouwers: 14.878 Scheidsrechter: Mauricio Navarro (CAN) |

|                                                                 |         |       |        |                                                                                          |
| 6 februari Vriendschappelijk № 895 «onderlinge duels» 19:30 uur | Turkije | 0 – 0 | Zweden | BJK Inönüstadion, Istanboel Toeschouwers: 20.000 Scheidsrechter: Paolo Tagliavento (ITA) |
| 6 februari Vriendschappelijk № 895 «onderlinge duels» 19:30 uur |         |       |        | BJK Inönüstadion, Istanboel Toeschouwers: 20.000 Scheidsrechter: Paolo Tagliavento (ITA) |

|                                                               |                    |       |        |                                                                                |
| 26 maart Vriendschappelijk № 896 «onderlinge duels» 20:45 uur | Brazilië           | 1 – 0 | Zweden | Emirates Stadium, Londen Toeschouwers: 60.021 Scheidsrechter: Mike Riley (ENG) |
| 26 maart Vriendschappelijk № 896 «onderlinge duels» 20:45 uur | Alexandre Pato 72' |       |        | Emirates Stadium, Londen Toeschouwers: 60.021 Scheidsrechter: Mike Riley (ENG) |

|                                                             |                      |       |          |                                                                                   |
| 26 mei Vriendschappelijk № 897 «onderlinge duels» 20:00 uur | Zweden               | 1 – 0 | Slovenië | Ullevi Stadion, Göteborg Toeschouwers: 21.118 Scheidsrechter: Willie Collum (SCO) |
| 26 mei Vriendschappelijk № 897 «onderlinge duels» 20:00 uur | Tobias Linderoth 41' |       |          | Ullevi Stadion, Göteborg Toeschouwers: 21.118 Scheidsrechter: Willie Collum (SCO) |

|                                                             |        |                      |          |                                                                                           |
| 1 juni Vriendschappelijk № 898 «onderlinge duels» 16:00 uur | Zweden | 0 – 1                | Oekraïne | Råsunda Fotbollstadion, Solna Toeschouwers: 25.203 Scheidsrechter: Thomas Einwaller (AUT) |
| 1 juni Vriendschappelijk № 898 «onderlinge duels» 16:00 uur |        | 82' Serhij Nazarenko |          | Råsunda Fotbollstadion, Solna Toeschouwers: 25.203 Scheidsrechter: Thomas Einwaller (AUT) |

| EK voetbal 2008 |
| --------------- |

|                                                            |             |                                           |        |                                                                                              |
| 10 juni EK 2008 Groep D № 899 «onderlinge duels» 20:45 uur | Griekenland | 0 – 2                                     | Zweden | Wals-Siezenheim Stadion, Salzburg Toeschouwers: 31.063 Scheidsrechter: Massimo Busacca (SUI) |
| 10 juni EK 2008 Groep D № 899 «onderlinge duels» 20:45 uur |             | 67' Zlatan Ibrahimović 72' Petter Hansson |        | Wals-Siezenheim Stadion, Salzburg Toeschouwers: 31.063 Scheidsrechter: Massimo Busacca (SUI) |

|                                                            |                        |       |                                       |                                                                              |
| 14 juni EK 2008 Groep D № 900 «onderlinge duels» 18:00 uur | Zweden                 | 1 – 2 | Spanje                                | Tivoli Neu, Innsbruck Toeschouwers: 30.772 Scheidsrechter: Pieter Vink (NED) |
| 14 juni EK 2008 Groep D № 900 «onderlinge duels» 18:00 uur | Zlatan Ibrahimović 34' |       | 15' Fernando Torres 90+2' David Villa | Tivoli Neu, Innsbruck Toeschouwers: 30.772 Scheidsrechter: Pieter Vink (NED) |

|                                                              |                                              |       |        |                                                                                     |
| 18 juni Euro 2008 Groep D № 901 «onderlinge duels» 20:45 uur | Rusland                                      | 2 – 0 | Zweden | Tivoli Neu, Innsbruck Toeschouwers: 30.772 Scheidsrechter: Frank De Bleeckere (BEL) |
| 18 juni Euro 2008 Groep D № 901 «onderlinge duels» 20:45 uur | Roman Pavljoetsjenko 24' Andrej Arsjavin 50' |       |        | Tivoli Neu, Innsbruck Toeschouwers: 30.772 Scheidsrechter: Frank De Bleeckere (BEL) |

|  |  |  |  |  |  |  |  |  |

|                                                                  |                                            |       |                                                     |                                                                                |
| 20 augustus Vriendschappelijk № 902 «onderlinge duels» 20:00 uur | Zweden                                     | 2 – 3 | Frankrijk                                           | Nya Ullevi, Göteborg Toeschouwers: 23.263 Scheidsrechter: Eric Braamhaar (NED) |
| 20 augustus Vriendschappelijk № 902 «onderlinge duels» 20:00 uur | Henrik Larsson 5' Kim Källström 85' (pen.) |       | 18' Karim Benzema 61' Sidney Govou 77' Sidney Govou | Nya Ullevi, Göteborg Toeschouwers: 23.263 Scheidsrechter: Eric Braamhaar (NED) |

|                                                                |         |       |        |                                                                                       |
| 6 september WK-kwalificatie № 903 «onderlinge duels» 18:45 uur | Albanië | 0 – 0 | Zweden | Qemal Stafastadion, Tirana Toeschouwers: 13.522 Scheidsrechter: Alberto Undiano (ESP) |
| 6 september WK-kwalificatie № 903 «onderlinge duels» 18:45 uur |         |       |        | Qemal Stafastadion, Tirana Toeschouwers: 13.522 Scheidsrechter: Alberto Undiano (ESP) |

|                                                                 |                                     |       |                      |                                                                                        |
| 10 september WK-kwalificatie № 904 «onderlinge duels» 20:15 uur | Zweden                              | 2 – 1 | Hongarije            | Råsunda Fotbollstadion, Solna Toeschouwers: 28.177 Scheidsrechter: Florian Meyer (GER) |
| 10 september WK-kwalificatie № 904 «onderlinge duels» 20:15 uur | Kim Källström 55' Samuel Holmén 64' |       | 90+3' Gergely Rudolf | Råsunda Fotbollstadion, Solna Toeschouwers: 28.177 Scheidsrechter: Florian Meyer (GER) |

|                                                               |        |       |          |                                                                                          |
| 11 oktober WK-kwalificatie № 905 «onderlinge duels» 20:00 uur | Zweden | 0 – 0 | Portugal | Råsunda Fotbollstadion, Solna Toeschouwers: 33.241 Scheidsrechter: Roberto Rosetti (ITA) |
| 11 oktober WK-kwalificatie № 905 «onderlinge duels» 20:00 uur |        |       |          | Råsunda Fotbollstadion, Solna Toeschouwers: 33.241 Scheidsrechter: Roberto Rosetti (ITA) |

|                                                                  |                                                          |       |                   |                                                                                   |
| 19 november Vriendschappelijk № 906 «onderlinge duels» 20:45 uur | Nederland                                                | 3 – 1 | Zweden            | Amsterdam ArenA, Amsterdam Toeschouwers: 26.750 Scheidsrechter: Zsolt Szabó (HUN) |
| 19 november Vriendschappelijk № 906 «onderlinge duels» 20:45 uur | Robin van Persie 32' Robin van Persie 48' Dirk Kuijt 90' |       | 49' Kim Källström | Amsterdam ArenA, Amsterdam Toeschouwers: 26.750 Scheidsrechter: Zsolt Szabó (HUN) |

### 2009
|                                                                 |                                                                 |       |                                         |                                                                                     |
| 24 januari Vriendschappelijk № 907 «onderlinge duels» 20:15 uur | Verenigde Staten                                                | 3 – 2 | Zweden                                  | Home Depot Center, Carson Toeschouwers: 9.918 Scheidsrechter: Silviu Petrescu (CAN) |
| 24 januari Vriendschappelijk № 907 «onderlinge duels» 20:15 uur | Sacha Kljestan 17' Sacha Kljestan 40' (pen.) Sacha Kljestan 74' |       | 73' Daniel Nannskog 89' Mikael Dahlberg | Home Depot Center, Carson Toeschouwers: 9.918 Scheidsrechter: Silviu Petrescu (CAN) |

|                                                       |        |                        |        |                                                                               |
| 28 januari Vriendschappelijk № 908 «onderlinge duels» | Mexico | 0 – 1                  | Zweden | McAfee Coliseum, Oakland Toeschouwers: 46.550 Scheidsrechter: Paul Ward (CAN) |
| 28 januari Vriendschappelijk № 908 «onderlinge duels» |        | 57' Alexander Farnerud |        | McAfee Coliseum, Oakland Toeschouwers: 46.550 Scheidsrechter: Paul Ward (CAN) |

|                                                        |            |                                  |        |                                                                          |
| 11 februari Vriendschappelijk № 909 «onderlinge duels» | Oostenrijk | 0 – 2                            | Zweden | UPC Arena, Graz Toeschouwers: 11.800 Scheidsrechter: Viktor Kassai (HUN) |
| 11 februari Vriendschappelijk № 909 «onderlinge duels» |            | 55' Rasmus Elm 63' Kim Källström |        | UPC Arena, Graz Toeschouwers: 11.800 Scheidsrechter: Viktor Kassai (HUN) |

|                                                   |          |       |        |                                                                                        |
| 28 maart WK-kwalificatie № 910 «onderlinge duels» | Portugal | 0 – 0 | Zweden | Estádio do Dragão, Porto Toeschouwers: 40.230 Scheidsrechter: Frank De Bleeckere (BEL) |
| 28 maart WK-kwalificatie № 910 «onderlinge duels» |          |       |        | Estádio do Dragão, Porto Toeschouwers: 40.230 Scheidsrechter: Frank De Bleeckere (BEL) |

|                                                              |                                    |       |        |                                                                                             |
| 1 april Vriendschappelijk № 911 «onderlinge duels» 20:15 uur | Servië                             | 2 – 0 | Zweden | Stadion Partizan, Belgrado Toeschouwers: 17.890 Scheidsrechter: Antonio Rubinos Pérez (ESP) |
| 1 april Vriendschappelijk № 911 «onderlinge duels» 20:15 uur | Nikola Žigić 1' Boško Janković 82' |       |        | Stadion Partizan, Belgrado Toeschouwers: 17.890 Scheidsrechter: Antonio Rubinos Pérez (ESP) |

|                                                           |        |                       |            |                                                                              |
| 6 juni WK-kwalificatie № 912 «onderlinge duels» 20:00 uur | Zweden | 0 – 1                 | Denemarken | Råsunda Stadion, Solna Toeschouwers: 33.619 Scheidsrechter: Mike Riley (ENG) |
| 6 juni WK-kwalificatie № 912 «onderlinge duels» 20:00 uur |        | 22' Thomas Kahlenberg |            | Råsunda Stadion, Solna Toeschouwers: 33.619 Scheidsrechter: Mike Riley (ENG) |

|                                                            |                                                                                 |       |       |                                                                              |
| 10 juni WK-kwalificatie № 913 «onderlinge duels» 19:00 uur | Zweden                                                                          | 4 – 0 | Malta | Nya Ullevi, Göteborg Toeschouwers: 25.271 Scheidsrechter: Calum Murray (SCO) |
| 10 juni WK-kwalificatie № 913 «onderlinge duels» 19:00 uur | Kim Källström 21' Daniel Majstorović 52' Zlatan Ibrahimović 56' Marcus Berg 58' |       |       | Nya Ullevi, Göteborg Toeschouwers: 25.271 Scheidsrechter: Calum Murray (SCO) |

|                                                                  |                    |       |         |                                                                                     |
| 12 augustus Vriendschappelijk № 914 «onderlinge duels» 19:00 uur | Zweden             | 1 – 0 | Finland | Råsunda Stadion, Stockholm Toeschouwers: 15.212 Scheidsrechter: Fredy Fautrel (FRA) |
| 12 augustus Vriendschappelijk № 914 «onderlinge duels» 19:00 uur | Johan Elmander 42' |       |         | Råsunda Stadion, Stockholm Toeschouwers: 15.212 Scheidsrechter: Fredy Fautrel (FRA) |

|                                                      |                            |       |                                           |                                                                                            |
| 5 september WK-kwalificatie № 915 «onderlinge duels» | Hongarije                  | 1 – 2 | Zweden                                    | Ferenc Puskás Stadion, Boedapest Toeschouwers: 40.169 Scheidsrechter: Nicola Rizzoli (ITA) |
| 5 september WK-kwalificatie № 915 «onderlinge duels» | Szabolcs Huszti 79' (pen.) |       | 8' Olof Mellberg 90+4' Zlatan Ibrahimović | Ferenc Puskás Stadion, Boedapest Toeschouwers: 40.169 Scheidsrechter: Nicola Rizzoli (ITA) |

|                                                                |       |                          |        |                                                                                     |
| 9 september WK-kwalificatie № 916 «onderlinge duels» 18:30 uur | Malta | 0 – 1                    | Zweden | Ta' Qali Stadium, Ta' Qali Toeschouwers: 4.705 Scheidsrechter: Adrian McCourt (NIR) |
| 9 september WK-kwalificatie № 916 «onderlinge duels» 18:30 uur |       | 81' (e.d.) Ian Azzopardi |        | Ta' Qali Stadium, Ta' Qali Toeschouwers: 4.705 Scheidsrechter: Adrian McCourt (NIR) |

|                                                               |                   |       |        |                                                                             |
| 10 oktober WK-kwalificatie № 917 «onderlinge duels» 20:00 uur | Denemarken        | 1 – 0 | Zweden | Parken, Kopenhagen Toeschouwers: 37.800 Scheidsrechter: Manuel Mejuto (ESP) |
| 10 oktober WK-kwalificatie № 917 «onderlinge duels» 20:00 uur | Jakob Poulsen 78' |       |        | Parken, Kopenhagen Toeschouwers: 37.800 Scheidsrechter: Manuel Mejuto (ESP) |

|                                                     |                                                                        |       |                  |                                                                                       |
| 14 oktober WK-kwalificatie № 918 «onderlinge duels» | Zweden                                                                 | 4 – 1 | Albanië          | Råsunda Stadion, Stockholm Toeschouwers: 25.342 Scheidsrechter: Valentin Ivanov (RUS) |
| 14 oktober WK-kwalificatie № 918 «onderlinge duels» | Olof Mellberg 6' Marcus Berg 40' Olof Mellberg 42' Anders Svensson 86' |       | 57' Hamdi Salihi | Råsunda Stadion, Stockholm Toeschouwers: 25.342 Scheidsrechter: Valentin Ivanov (RUS) |

|                                                        |                       |       |        |                                                                                      |
| 18 november Vriendschappelijk № 919 «onderlinge duels» | Italië                | 1 – 0 | Zweden | Stadio Dino Manuzzi, Cesena Toeschouwers: 22.827 Scheidsrechter: Damir Skomina (SLO) |
| 18 november Vriendschappelijk № 919 «onderlinge duels» | Giorgio Chiellini 29' |       |        | Stadio Dino Manuzzi, Cesena Toeschouwers: 22.827 Scheidsrechter: Damir Skomina (SLO) |

SvFF · A-internationals · Selecties · Bondscoaches · Zweeds vrouwenelftal · Olympisch elftal · Zweden U21 · Zweden U20 · Zweden U19 · Zweden U18 · Zweden U17 · Zweden U16 · Vrouwen U17
1908 – 1919 ·
1920 – 1929 ·
1930 – 1939 ·
1940 – 1949 ·
1950 – 1959 ·
1960 – 1969 ·
1970 – 1979 ·
1980 – 1989 ·
1990 – 1999 ·
2000 – 2009 ·
2010 – 2019 ·
2020 − 2029
EK 1960 · 
EK 1964 · 
EK 1968 · 
EK 1972 · 
EK 1976 · 
EK 1980 · 
EK 1984 · 
EK 1988 · 
EK 1992 ·
EK 1996 · 
EK 2000 ·
EK 2004 ·
EK 2008 ·
EK 2012 · 
EK 2016 · 
EK 2020
WK 1930 · 
WK 1934 ·
WK 1938 ·
WK 1950 ·
WK 1954 · 
WK 1958 ·
WK 1962 · 
WK 1966 · 
WK 1970 ·
WK 1974 ·
WK 1978 ·
WK 1982 · 
WK 1986 · 
WK 1990 ·
WK 1994 ·
WK 1998 · 
WK 2002 ·
WK 2006 ·
WK 2010 · 
WK 2014 · 
WK 2018
OS 1908 · 
OS 1912 · 
OS 1920 · 
OS 1924 · 
OS 1928 · 
OS 1932 · 
OS 1936 · 
OS 1948 · 
OS 1952 · 
OS 1956 · 
OS 1964 · 
OS 1968 · 
OS 1972 · 
OS 1976 · 
OS 1980 · 
OS 1984 · 
OS 1988 · 
OS 1992 · 
OS 1996 · 
OS 2000 · 
OS 2004 · 
OS 2008 · 
OS 2012 · 
OS 2016
1908 · 
1909 · 
1910 · 
1911 · 
1912 · 
1913 · 
1914 · 
1915 · 
1916 · 
1917 · 
1918 · 
1919 · 
1920 · 
1921 · 
1922 · 
1923 · 
1924 · 
1925 · 
1926 · 
1927 · 
1928 · 
1929 · 
1930 · 
1931 · 
1932 · 
1933 · 
1934 · 
1935 · 
1936 · 
1937 · 
1938 · 
1939 · 
1940 ·
1941 ·
1942 ·
1943 ·
1944  ·
1945 · 
1946 · 
1947 · 
1948 · 
1949 · 
1950 · 
1952 · 
1952 · 
1953 · 
1954 · 
1955 · 
1956 · 
1957 · 
1958 · 
1959 ·
1960 · 
1961 · 
1962 · 
1963 · 
1964 · 
1965 · 
1966 · 
1967 · 
1968 · 
1969 ·
1970 · 
1971 · 
1972 · 
1973 · 
1974 · 
1975 · 
1976 · 
1977 · 
1978 · 
1979 ·
1980 · 
1981 · 
1982 · 
1983 · 
1984 · 
1985 · 
1986 · 
1987 · 
1988 · 
1989 · 
1990 · 
1991 · 
1992 · 
1993 · 
1994 · 
1995 · 
1996 · 
1997 · 
1998 · 
1999 · 
2000 · 
2001 · 
2002 · 
2003 · 
2004 · 
2005 · 
2006 · 
2007 · 
2008 · 
2009 · 
2010 · 
2011 · 
2012 · 
2013 · 
2014 · 
2015 · 
2016 · 
2017 · 
2018 ·
2019 ·
2020 ·
2021
Albanië ·
Algerije ·
Argentinië ·
Armenië ·
Australië ·
Azerbeidzjan ·
Bahrein ·
Barbados ·
België ·
Bosnië en Herzegovina ·
Botswana ·
Brazilië ·
Bulgarije ·
Chili ·
China ·
Colombia ·
Costa Rica ·
Cuba ·
Cyprus ·
DDR ·
Denemarken ·
Duitsland ·
Ecuador ·
Egypte ·
Engeland ·
Estland ·
Faeröer ·
Finland ·
Frankrijk ·
Georgië ·
Griekenland ·
Hongarije ·
Ierland ·
IJsland ·
Iran ·
Israël ·
Italië ·
Ivoorkust ·
Jamaica ·
Japan ·
Joegoslavië ·
Jordanië ·
Kameroen ·
Kazachstan ·
Kosovo ·
Kroatië ·
Letland ·
Liechtenstein ·
Litouwen ·
Luxemburg ·
Maleisië ·
Malta ·
Mexico ·
Moldavië ·
Montenegro ·
Nederland ·
Nieuw-Zeeland ·
Nigeria ·
Noord-Ierland ·
Noord-Korea ·
Noord-Macedonië ·
Noorwegen ·
Oekraïne ·
Oezbekistan ·
Oman ·
Oostenrijk ·
Paraguay ·
Peru ·
Polen ·
Portugal ·
Qatar ·
Roemenië ·
Rusland ·
San Marino ·
Saoedi-Arabië ·
Schotland ·
Senegal ·
Servië ·
Singapore ·
Slovenië ·
Slowakije ·
Sovjet-Unie ·
Spanje ·
Syrië ·
Thailand ·
Trinidad en Tobago ·
Tsjechië ·
Tsjecho-Slowakije ·
Tunesië ·
Turkije ·
Uruguay ·
Venezuela ·
Verenigde Arabische Emiraten ·
Verenigde Staten ·
Verenigd Koninkrijk ·
Wales ·
Wit-Rusland ·
Zuid-Afrika ·
Zuid-Korea ·
Zwitserland
Brazilië (1958) ·
Duitsland (2006) ·
Duitsland (2018) ·
Engeland (2006) ·
Engeland (2012) ·
Engeland (2018) ·
Frankrijk (2012) ·
Griekenland (2008) ·
Ierland (2016) ·
Italië (2016) ·
Mexico (2018) ·
Oekraïne (2012) ·
Oekraïne (2021) ·
Paraguay (2006) ·
Polen (2021) ·
Rusland (2008) ·
Slowakije (2021) ·
Spanje (2008) ·
Spanje (2021) ·
Trinidad en Tobago (2006) ·
Zuid-Korea (2018) ·
Zwitserland (2018)
AFC-zone: Afghanistan · Australië · Bahrein · Bangladesh · Bhutan · Brunei · Cambodja · China · Filipijnen · Guam · Hongkong · India · Indonesië · Iran · Irak · Japan · Jemen · Jordanië · Koeweit · Kirgizië · Laos · Libanon · Macau · Maleisië · Maldiven · Mongolië · Myanmar · Nepal · Noord-Korea · Oezbekistan · Oman · Oost-Timor · Pakistan · Palestina · Qatar · Saoedi-Arabië · Singapore · Sri Lanka · Syrië · Tadzjikistan · Taiwan · Thailand · Turkmenistan · Verenigde Arabische Emiraten · Vietnam · Zuid-Korea

CAF-zone: Algerije · Angola · Benin · Botswana · Burkina Faso · Burundi · Centraal-Afrikaanse Republiek · Comoren · Congo-Brazzaville · Congo-Kinshasa · Djibouti · Egypte · Equatoriaal-Guinea · Eritrea · Ethiopië · Gabon · Gambia · Ghana · Guinee · Guinee-Bissau · Ivoorkust · Kaapverdië · Kameroen · Kenia · Lesotho · Liberia · Libië · Madagaskar · Malawi · Mali  ·Mauritanië · Mauritius · Marokko · Mozambique · Namibië · Niger · Nigeria · Oeganda · Rwanda · Sao Tomé en Principe · Senegal · Seychellen · Sierra Leone · Soedan · Somalië · Swaziland · Tanzania · Togo · Tsjaad · Tunesië · Zambia · Zimbabwe · Zuid-Afrika

CONCACAF-zone: Amerikaanse Maagdeneilanden · Anguilla · Antigua en Barbuda · Aruba · Bahama's · Barbados · Belize · Bermuda · Britse Maagdeneilanden · Canada · Kaaimaneilanden · Costa Rica · Cuba · Dominica · Dominicaanse Republiek · El Salvador · Frans Guyana · Grenada · Guadeloupe · Guatemala · Guyana · Haïti · Honduras · Jamaica · Martinique · Mexico · Montserrat · 
Nicaragua · Panama · Puerto Rico · Saint Kitts en Nevis · Saint Lucia · Saint Vincent en de Grenadines · Sint Maarten · Suriname · Trinidad en Tobago · Turks- en Caicoseilanden · Verenigde Staten

CONMEBOL-zone: Argentinië · Bolivia · Brazilië · Chili · Colombia · Ecuador · Paraguay · Peru · Uruguay · Venezuela

OFC-zone: Amerikaans-Samoa · Cookeilanden · Fiji · Nieuw-Caledonië · Nieuw-Zeeland · Papoea-Nieuw-Guinea · Samoa · Salomoneilanden · Tahiti · Tonga · Vanuatu

UEFA-zone: Albanië · Andorra · Armenië · Azerbeidzjan · België · Bosnië en Herzegovina · Bulgarije · Cyprus · Denemarken · Duitsland · Engeland · Estland · Faeröer · Finland · Frankrijk · Georgië · Griekenland · Hongarije · IJsland · Ierland · Israël · Italië · Kazachstan · Kroatië · Letland · Liechtenstein · Litouwen · Luxemburg · Macedonië · Malta · Moldavië · Montenegro · Nederland · Noord-Ierland · Noorwegen · Oekraïne · Oostenrijk · Polen · Portugal · Roemenië · Rusland · San Marino · Schotland · Servië · Servië en Montenegro · Slovenië · Slowakije · Spanje · Tsjechië · Turkije · Wales · Wit-Rusland · Zweden · Zwitserland